# Charles James Fox
Charles James Fox (24 de janeiro de 1749 - 13 de setembro de 1806), chamado de The Honourable de 1762, foi um político e estadista Whig britânico cuja carreira parlamentar durou 38 anos do final do século 18 e início do século 19. Ele era o arquirrival do político conservador William Pitt, o Jovem; seu pai Henry Fox, 1º Barão Holland, um dos principais Whig de sua época, tinha sido igualmente o grande rival do famoso pai de Pitt, William Pitt, 1º Conde de Chatham ("Pitt, o Velho").

## Carreira
Fox ganhou destaque na Câmara dos Comuns como um orador forte e eloquente, com uma vida privada notória e colorida, embora naquela época com opiniões bastante conservadoras e convencionais. No entanto, com a chegada da Guerra da Independência Americana e a influência do Whig Edmund Burke, as opiniões de Fox evoluíram para algumas das mais radicais a serem exibidas no Parlamento Britânico de sua época.
Fox tornou-se um proeminente e ferrenho opositor do rei Jorge III, a quem considerava um aspirante a tirano. Ele apoiou os Patriotas Americanos e até se vestiu com as cores do exército de George Washington. Servindo brevemente como o primeiro Secretário de Relações Exteriores da Grã-Bretanha durante o ministério do Marquês de Rockingham em 1782, ele retornou ao posto em um governo de coalizão com seu antigo inimigo, Lord North, em 1783. No entanto, o rei forçou Fox e North a sair do governo antes do final do ano e os substituiu por Pitt, o Jovem, de 24 anos. Fox passou os 22 anos seguintes enfrentando Pitt e o governo das bancadas de oposição da Câmara dos Comuns.
Embora Fox tivesse pouco interesse no exercício real do poder e passasse quase toda a sua carreira política na oposição, ele se tornou conhecido como um ativista antiescravidão, um defensor da Revolução Francesa e um dos principais defensores parlamentares da tolerância religiosa e da liberdade individual. Sua amizade com seu mentor, Burke, e sua credibilidade parlamentar foram vítimas do apoio de Fox à França durante as Guerras Revolucionárias Francesas, mas Fox passou a atacar a legislação de Pitt durante a guerra e a defender a liberdade de minorias religiosas e radicais políticos. Após a morte de Pitt em janeiro de 1806, Fox serviu brevemente como Secretário de Relações Exteriores no "Ministério de Todos os Talentos" de William Grenville antes de morrer em 13 de setembro de 1806, aos 57 anos.